# Niszczyciele rakietowe typu Perth
Niszczyciele rakietowe typu Perth – typ trzech australijskich niszczycieli rakietowych, zbudowanych w latach 60. XX wieku w USA dla Royal Australian Navy, będący zmodyfikowaną wersją amerykańskich niszczycieli typu Charles F. Adams.
Wszystkie trzy okręty zostały wycofane ze służby w latach 1999–2001.
Okręty odpowiadały ogólnie późnym jednostkom typu Charles F. Adams, z pojedynczą wyrzutnią pocisków Mk 13 i nowszym zestawem radarów (SPS-40 i SPS-52B). Główną różnicą w stosunku do okrętów amerykańskich było zastosowanie australijskich rakietotorped Ikara w miejsce ASROC, z dwoma wyrzutniami i magazynem pocisków między kominami. Wyróżniał je także radar naprowadzania systemu Ikara w obłej osłonie na dachu pomostu bojowego. W drugiej połowie lat 70. okręty zostały zmodernizowane: system pocisków przeciwlotniczych Tartar został zamieniony na nowszy Standard SM-1MR, a wieże dział Mk 42 doprowadzono do standardu Mod 10. „Perth” został zmodernizowany w ten sposób w USA w latach 1974-75, a pozostałe niszczyciele w Australii do 1979 roku. W połowie lat 80. zamontowano dwa zestawy artyleryjskie CIWS 20 mm Phalanx oraz dostosowano wyrzutnie rakiet do wystrzeliwania pocisków przeciwokrętowych Harpoon.

## Okręty
- HMAS "Perth" (D38)
- HMAS "Hobart" (D39)
- HMAS "Brisbane" (D41)